# Micromort
Un micromort (mot formé de « micro » et de « mortalité ») est une unité de risque égale au millionième d'une probabilité de décès. Les micromorts servent le plus souvent à mesurer le risque des activités courantes. Ce concept fut introduit par Ronald Howard, l'un des pionniers de la pratique de l'analyse décisionnelle.

## Exemples de calcul
| Activité                   | Pays                              | Date des données | Nombre de morts | Population              | Micromorts                   | Source                    |
| -------------------------- | --------------------------------- | ---------------- | --------------- | ----------------------- | ---------------------------- | ------------------------- |
| Toutes causes              | France                            | 2015             | 593 680         | 66 589 866              | 24,4 par jour 8 915,5 par an | INSEE,                    |
| Toutes causes              | Canada                            | 2011             | 242 074         | 33 476 688              | 20 par jour 7 200 par an     | Statistics Canada         |
| Toutes causes              | Angleterre et pays de Galles      | 2012             | 499 331         | 56 567 000              | 24 par jour 8 800 par an     | ONS                       |
| Toutes causes              | US                                | 2010             | 2 468 435       | 308 500 000             | 22 par jour 8 000 par année  | CDC                       |
| Homicides                  | France                            | 2017             | 825             | 67 187 000              | 12,3 par an                  | Ministère de l'Intérieur, |
| Homicides                  | Canada                            | 2011             | 527             | 33 476 688              | 15,7 par an                  | Statistics Canada         |
| Homicides                  | Angleterre et pays de Galles      | 2012/2013        | 551             | 56 567 000              | 9,7 par an                   | ONS                       |
| Homicides                  | USA                               | 2012             | 14 173          | 292 000 000             | 48,5 par an                  | FBI                       |
| Armée                      | France                            | 2002-2007        | 2 112           | 2 051 169               | 172 par an                   | Santé Publique France     |
| Plongée sous-marine        | Royaume-uni : plongeurs en club   | 1998-2009        | 75              | 14 000 000 plongées     | 5 par plongée                | BSAC                      |
| Plongée sous-marine        | Royaume-uni : plongeurs hors club | 1998-2009        | 122             | 12 000 000 plongées     | 10 par plongée               | BSAC                      |
| Ski                        | USA                               | 2008/2009        | 39              | 57 000 000 jours de ski | 0,7 par jour                 | Ski-injury.com            |
| Chute libre (parachutisme) | US                                | 2008-2013        | 135             | 15 300 000 sauts        | 9 par saut                   | USPA                      |
| Courir un marathon         | US                                | 1975-2004        | 26              | 3 300 000 courses       | 7 par course                 | Kipps C 2011              |
| Ascensions de l'Everest    | Toutes nationalités confondues    | 1922-2012        | 223             | 5 656 ascensions        | 39 427 par ascension         | NASA 2013                 |